# Valea Mare de Codru
Valea Mare de Codru – wieś w Rumunii, w okręgu Bihor, w gminie Holod. W 2011 roku liczyła 103 mieszkańców.